# Everhard von Diest
Everhard von Diest († 5. April 1301) war von 1275 bis 1301 der 31. Bischof von Münster. In seine Zeit fällt einerseits der Ausbau der Landesherrschaft, andererseits wurde die Stadt Münster zu einem eigenständigen politischen Faktor.

## Frühe Jahre
Er entstammte der brabantischen Familie Diest. Verwandt war diese unter anderem mit der jüngeren Linie der Familie von Cuyk, dem Grafen von Rietberg aber auch mit Erzbischof Siegfried von Westerburg. Everhard war Sohn von Gerhard von Diest, der im Stedingerkrieg gefallen war. Seine Mutter ist nicht mit Namen bekannt. Große Bedeutung für seinen Aufstieg spielte sein Onkel. Johann von Diest war Minorit und stieg später zum Bischof von Samland und dann Lübeck auf. Er unterstützte den Papst und stand König Wilhelm von Holland nahe. Auch Everhard war Gefolgsmann des Papstes und König Wilhelms.
Urkundlich wird Everhard erstmals 1248 erwähnt. Damals war er als Propst des Klosters Hünfeld am königlichen Hof in Aachen. Er diente dem König lange auch als Notar. Im Jahr 1251 trat er zusammen mit dem späteren Papst Urban IV. als Zeuge in einer königlichen Urkunde auf. Im Jahr 1252 bezeichnete er sich selber in einer Königsurkunde als Propst von Fulda. Er begleitete Wilhelm, als dieser im selben Jahr zu Braunschweig als deutscher König anerkannt wurde. Everhard hatte auch die Propstei von St. Gereon in Köln inne. Im Jahr 1253 wurde er bereits vom Papst für eine Bischofsposition vorgesehen.

## Schwierige Anfänge
Aber erst 1272 bot sich mit dem Tod des münsteraner Bischofs Gerhard von der Mark eine Gelegenheit für Everhard. Die Wahl erwies sich indes als schwierig. Es gab mit Wigbold von Holte einen ernsthaften Mitbewerber. Nachdem dieser im Domkapitel keine Stimmenmehrheit erzielen konnte, kam es im Bistum Münster zu Unruhen. Der Hintergrund ist nicht ganz klar. Möglicherweise beanspruchten Bürger und Ministeriale ebenfalls das Recht, an der Wahl teilzunehmen. Nur mit Unterstützung der Grafen von der Mark, der Edelherren zur Lippe sowie zahlreicher anderer hoher weltlicher und geistlicher Herren gelang es, Graf Otto von Tecklenburg als Stiftsverweser einzusetzen, bis die Bischofswahl vollzogen war. Erst als König Rudolf von Habsburg den Papst um eine Entscheidung bat, konnte Everhard gewählt werden. Wigbold von Holte wurde später Erzbischof von Köln.
Im Jahr 1275, nach einer mehrjährigen Vakanz, übernahm Everhard die Regentschaft im Bistum und Hochstift Münster.

## Förderung des geistlichen Lebens
In Hinblick auf das geistige Leben versuchte Everhard, gegen Missstände vorzugehen. Dazu zählten 1282 die Verkündung von Synodalbeschlüssen gegen Konkubinate von Klerikern, ihr Handeltreiben, Simonie und der Mangel an Bildung. Außerdem bemühte sich Everhard, die päpstlichen Liturgiereformen umzusetzen.
Das Verhältnis des Bischofs zum Domkapitel war anfangs gut. Everhard versuchte auch, die wirtschaftliche Lage des Domstifts zu verbessern. Er ließ verpfändete Güter zurückkaufen und hat andere Besitzungen, die nicht genug einbrachten, verkauft. Weil der Bischof zu eigenmächtig agierte und das Domstift nicht genügend beteiligte, kam es in diesem zu einer Oppositionsbewegung. Im Jahr 1301 bildete sich ein Bündnis der Kapitulare gegen Everhard.
Besonders gefördert hat er im monastischen Bereich die Minoriten. Er bemühte sich aber auch, die weltlichen Vogteien über Klöster und Stift zu beseitigen. In seine Amtszeit fällt mit dem Nordenhospital bei Hamm nur eine Klostergründung.
Everhard ließ zahlreiche Ablässe ausstellen, insbesondere mit dem Ziel, den Bau von Kirchen zu fördern. In seiner Zeit tauchten die Pfarrkirchen im Bistum erstmals als eigene Rechtspersonen auf.
Sein Verhältnis zur römischen Kurie war nicht besonders eng. Dem Aufruf von Papst Gregor X. 1274 zu einem Kreuzzug etwa folgte die Diözese nicht.

## Innere Politik
Im politischen Bereich erbte Everhard die Verstrickung in die friesischen Wirren. Im Jahr 1276 gelang es ihm, zu einem Ausgleich mit den Friesen zu kommen und entsprechende Verträge abzuschließen. Es kam 1283 sogar zu einer Visitationsreise durch das zu Münster gehörende Friesland. Dabei zeigte sich, dass es in weiten Teilen des Landes kaum noch eine Landesherrschaft gab. Dies galt neben Friesland auch für das Niederstift Münster.
Auch in der Stadt Münster gestalteten sich die Verhältnisse schwierig. Die Bürger, vertretem durch die ebenso stolzen wie reichen Stadtpatrizier, Erbmänner genannt, wollten mehr Unabhängigkeit von der bischöflichen Herrschaft und kritisierten vor allem den befestigten Bispinghof in der Stadt. Die folgenden Ereignisse sind nicht ganz klar. Möglicherweise wollte der Bischof mit Gewalt gegen Münster vorgehen, scheiterte aber an der fehlenden Unterstützung des Domkapitels. Klar ist, dass die Erbmänner, verbündet seit 1277 mit Soest, Osnabrück und Dortmund, stärker waren. Die Folge war, dass Everhard das halbe Stadtgericht und die Akzise an die Bürger verlor. Seit 1278 waren die Stadtrichter nicht mehr Ministeriale des Bischofs, sondern städtische Schöffen. Die Bürger erhielten auch die Aufsicht über die Befestigungsanlagen des Bispinghofes. Der Bischof verzichtete auch für die Zukunft auf jede gewaltsame Maßnahme gegen die Stadt. Damit verlor sein direkter Herrschaftsanspruch über Münster fast völlig an Substanz. Die Stadt stieg in seiner Zeit zu einer gleichberechtigten Macht auf. Durch ihre Teilnahme an den Münzproben drang sie sogar in den Kernbereich der landesherrlichen Rechte vor. Im selben Jahr nahm die Stadt Münster erstmals an einem Landtag teil. Damit begann sich die Struktur der Landstände der folgenden Zeit herauszubilden.
Auch anderen Städten und Siedlungen musste er entgegenkommen. Dazu zählten das Privileg von Beckum aus dem Jahr 1278 oder die Sühnebriefe für Borken und Coesfeld. Ahlen verlieh er die Zollfreiheit und Haltern bekam Stadtrecht.
Aus unbekanntem Anlass kam es 1287 in der Amtszeit von Everhard zur ersten Judenverfolgung in Münster. Dabei wurden mehr als 90 Juden getötet.
Wegen seines Machtverlustes in der Stadt Münster gab Everhard den alten Bischofspalast in der Nähe des Domes auf. Er residierte meist auf der Burg Wolbeck. Everhard begann damit, neben den Landständen Beamte einzusetzen, um die Landesregierung zu stärken.

## Außenpolitik

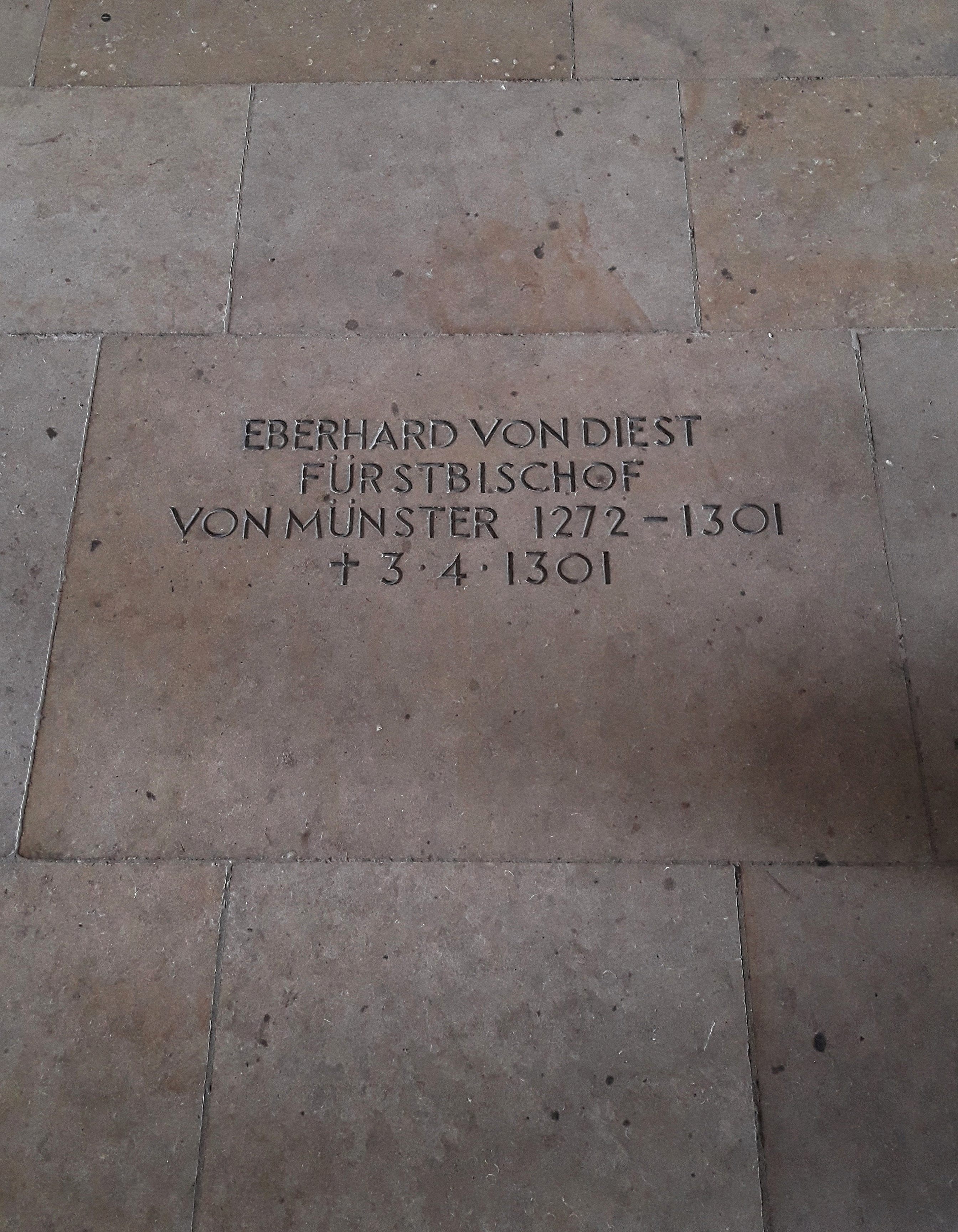
Grab von Bischof Everhard von Diest im Langhaus des Domes zu Münster/Westfalen, Deutschland

Everhard war zu Beginn seiner Herrschaft mit den Kölner Erzbischöfen verbündet und ging zusammen mit diesen gegen nach Unabhängigkeit strebende Vasallen vor. Mit Köln schloss er auch ein Bündnis gegen die Herren zur Lippe. Aus nicht klaren Gründen kam es zu einer Fehde mit den Grafen von Limburg, die 1282 mit einem Vergleich endete. Zu einem Bündnis kam es auch mit dem Bischof von Osnabrück, das später um weitere Mitglieder erweitert wurde. Dieses richtete sich insbesondere gegen den Grafen von Tecklenburg. Dieser soll 1299 versucht haben, Everhard möglicherweise mit Unterstützung der Bürger von Münster gefangen zu nehmen. Everhard reagierte mit Zerstörungen in der Grafschaft Tecklenburg. Dies nutzte der Graf von der Mark für einen Einfall in das münstersche Gebiet. Erst die Vermittlung der Bischöfe von Osnabrück und Paderborn beendete den Konflikt.
Trotz seiner zeitweiligen Bündnisse mit dem Erzbischof von Köln stand er dem Versuch von Siegfried von Westerburg, seine Macht in Westfalen auszudehnen, nicht positiv gegenüber. Wohl sein verwandtschaftliches Verhältnis trug aber dazu bei, dass sich Everhard nicht dem Bündnis anderer westfälischer Großer anschloss, das mit der Niederlage des Erzbischofs in der Schlacht von Worringen 1288 endete.
Eine Rolle außerhalb seines Bistums spielte Everhard kaum. Insgesamt gelang es Everhard, seine Herrschaft im zentralen Münsterland (Oberstift) auszubauen. Misslungen war dies in Friesland, und in der Stadt Münster hatte er stark an Boden verloren. In seiner Zeit zeigte sich, dass der Bischof und das Domkapitel nicht mehr alleine herrschten, sondern auch Ministeriale und das Stadtbürgertum in Münster zu Herrschaftsfaktoren wurden.
Bestattet wurde Bischof Everhard im Dom zu Münster.